# Métope (mythologie)
Pour les articles homonymes, voir Métope (homonymie).
Dans la mythologie grecque, Métope (en grec ancien Μετώπη) est une naïade, fille du dieu fleuve Ladon. Elle était associée à un cours d'eau proche de Stymphale dans le Péloponnèse. Elle s'unit au dieu fleuve Asopos et a de nombreuses filles (12 ou 20 selon les auteurs), notamment Égine, Salamis, Sinopé, Eubée, Tanagra, Thespie, Thébé, Corcyre, Ismène et Harpina — mais aussi des fils, dont Pélagon et Isménos,.
Une autre tradition la fait s'unir avec le dieu fleuve Sangarios, de qui elle aurait conçu Hécube — mais peut-être s'agit-il de deux personnages différents.